# Cryptonchus exilis
Cryptonchus exilis is een rondwormensoort uit de familie van de Cryptonchidae.